# Oligosita hilaris
Oligosita hilaris är en stekelart som först beskrevs av Perkins 1910.  Oligosita hilaris ingår i släktet Oligosita och familjen hårstrimsteklar. Inga underarter finns listade i Catalogue of Life.